# Осиновка (Кемеровский район)
Оси́новка — деревня в Кемеровском районе Кемеровской области. Входит в состав Елыкаевского сельского поселения.

## География
Центральная часть населённого пункта расположена на высоте 163 метров над уровнем моря.

## Население
По данным Всероссийской переписи населения 2010 года, в деревне Осиновка проживает 303 человека (147 мужчин, 156 женщин).

## Транспорт
Общественный транспорт представлен автобусными маршрутами:
- №150: д/п Ленинградский — д. Осиновка — с/о Строитель
- №180: д/п Вокзал — д. Осиновка — д. Елыкаево